# Vinalesa (kommunhuvudort)
Vinalesa är en kommunhuvudort i Spanien.   Den ligger i provinsen Província de València och regionen Valencia, i den östra delen av landet, 300 km öster om huvudstaden Madrid. Vinalesa ligger 23 meter över havet och antalet invånare är 2 576.
Terrängen runt Vinalesa är platt. Havet är nära Vinalesa österut. Runt Vinalesa är det mycket tätbefolkat, med 5 021 invånare per kvadratkilometer. Närmaste större samhälle är Valencia, 7,1 km söder om Vinalesa. Runt Vinalesa är det i huvudsak tätbebyggt.